# Kou Zongshi
Bencao yan yi
Kou Zongshi 寇宗奭 (? - ?) est un expert en materia medica du début du XIIe siècle, durant la dynastie Song (960-1279). Ses dates de naissance, de mort et son lieu de naissance sont inconnus. Il serait l’arrière-petit-fils de Kou Zhun 寇准, le célèbre premier ministre des Song du Nord. Il est l'auteur d'une pharmacopée importante Bencao yan yi « Signification étendue de la matière médicale » 《本草衍义》(1185) qui marque le début de l’intégration des doctrines du yin yang et des Cinq phases (wuxing) dans la littérature des materia medica, caractéristique de la période Song-Jin-Yuan 宋金元.

## Biographie
En 1077, il a été nommé principal secrétaire du xian de Wucheng 武城县 dans la préfecture de Sizhou (actuellement dans le Nord-Ouest du Shandong). Il a également servi comme fonctionnaire dans de nombreux endroits. Il a profité de ses voyages, pour recueillir beaucoup d’informations sur la matière médicale (substances naturelles minérales, végétales et animales utilisées comme remède). Pendant plus de dix ans, il a soigné les gens, et a enquêté sur les propriétés des remèdes, leurs méthodes de préparation, de récolte etc. Cette documentation collectée sur le terrain lui a permis de rédiger sa pharmacopée Bencao yan yi 本草衍義 « Interprétation étendue de la pharmacopée ». L’ouvrage fut présenté à la cour en 1116 et l’empereur fut tellement impressionné par les recherches assidues de l’auteur qu’il le récompensa en lui octroyant une promotion à un poste officiel de responsable des achats des substances pharmaceutiques, portant le titre de Tongzhi Lang 通直郎 « Gentilhomme de la Chambre Impériale », au sein de la cour impériale.

## Œuvres
Kou Zongshi a écrit:
- Lai Gong Xun Lie 莱公勋烈 « Exploits et mérites de Lai Gong »
- Bencao yan yi 本草衍义 « Interprétation étendue de la matière médicale », à l’origine il avait un autre nom 本草廣義 Bencao guang yi[n 1]. Date de composition 1116. Taille 20 juan 卷 (« rouleau, volume »). Les trois premiers juan constituent une introduction large et systématique (Xuli 序例) au sujet. Kou y exhorte le praticien à éviter les erreurs de diagnostic et de thérapie. Le texte principal, composé de 17 juan, commente 460 médicaments spécifiques de la matière médicale, tirés principalement de Jiayou buzhu Shennong bencao 嘉祐補注神農本草 (forme courte Jiayou bencao 嘉祐本草), d’un commentaire daté du milieu du XIe siècle  sur l'ancienne pharmacopée Shennong bencao 神農本草 et du Bencao tujing illustré 本草圖經 du VIIe siècle (partie du Xinxiu bencao 新修本草). Parfois cependant, Kou se laisse influencer par des théories naturalistes comme la théorie alors populaire de la circulation du qi (yunqixue 运气学)[2].
 Cet ouvrage marque le début de l’intégration des doctrines du yin yang et des Cinq phases (wuxing) dans la littérature des materia medica, caractéristique de la période Song-Jin-Yuan 宋金元. Dans le Bencao gangmu, Li Shizhen le cite 717 fois sous les noms de Bencao yan yi, Kou Zongshi bencao, Kou shi bencao 寇氏本草, Yanyi, Zong shi ou Kou xiansheng 寇先生 « M. Kou »[1].
L’ouvrage a d’abord été publié en 1119, une révision fut proposée en 1195. Il a aussi circulé sous la forme d’un appendice du Daguan bencao 大觀本草. Le texte a servi de source primaire de l’encyclopédie médicale Zhenglei bencao 類證本草, sous la dynastie Yuan (1279-1368)[2].

## Exemple
Exemple du Bencao gangmu (1593).
 Kou Zongshi est cité par Li Shizhen dans la notice sur le cangzhu (Atractylodes lancea):
« Cangzhu (蒼朮) a une saveur âcre avec un qi violent. Baizhu (白朮) est légèrement âcre et amer et [ses qi] ne sont pas violents.  Les anciennes recettes ainsi que le Ben jing (Shennong bencao jing) ne mentionnent que zhu (朮) . Ils ne font pas la distinction entre cang[zhu] et bai[zhu]. Ce n’est que depuis que Tao Yinju 陶隐居 a dit « il existe deux sortes de zhu » que les gens majoritairement préfèrent le type bai[zhu]. Ils mettent toujours cangzhu de côté et ne s’en servent pas. Par exemple, dans le pouvoir d’équilibrer l’estomac, cangzhu est la drogue la plus importante. Ses effets thérapeutiques sont très rapides. Il est intéressant [de constater que] le [Shennong] Bencao originel ne mentionne pas baizhu. » (trad. sont de Paul Unschuld).